# ادوارد راترفورد
ادوارد راترفورد (انگلیسی: Edward Rutherfurd؛ زادهٔ ۱۹۴۸) یک نویسنده اهل انگلستان است.